# Rauret
Rauret é uma comuna francesa na região administrativa de Auvérnia-Ródano-Alpes, no departamento de Alto Loire. Estende-se por uma área de 19,78 km². Em 2010 a comuna tinha 197 habitantes (densidade: 10 hab./km²).